# Métisse (film)
Pour les articles homonymes, voir Métisse.
Pour plus de détails, voir Fiche technique et Distribution.
Métisse est un film franco-belge réalisé par Mathieu Kassovitz et sorti en 1993. Il s'agit du premier long métrage de l'acteur-réalisateur.

## Synopsis
Lola, jeune métisse antillaise, est enceinte d'un enfant dont elle ne connaît pas le père. Félix, son amant pauvre, blanc et juif, ne veut pas en entendre parler. Jamal, son deuxième amant, qui est riche, noir et musulman, arrête ses études pour vivre avec elle. Lola subit des tests pour connaître la vérité.

## Fiche technique
Sauf indication contraire, les informations mentionnées dans cette section peuvent être confirmées par les bases de données cinématographiques IMDb et Allociné,  présentes dans la section « Liens externes ».
- Réalisation et scénario : Mathieu Kassovitz
- Musique : Jean-Louis Daulne et Marie Daulne
  - Musique du générique : Assassin
- Ingénieur du son : Norbert Garcia
- Mixage : Thomas Gauder
- Montage : Jean-Pierre Segal et Colette Farrugia
- Producteur : Christophe Rossignon
- Société de production : Studio Canal, Lazennec Productions, Société française de production, Nomad Films
- Distributeur : MKL Distribution
- Directeur de production : Marc Piton
- Genre : comédie romantique
- Format : couleur - Son stéréo
- Durée : 94 minutes
- Date de sortie :
  - France : 18 août 1993

## Distribution
- Julie Mauduech : Lola Mauduech, une métisse antillaise qui a pour amants un blanc juif pauvre et un noir musulman aisé
- Hubert Koundé : Jamal Saddam Abossolo M'bo, le fils d'un diplomate africain aisé, étudiant en droit, l'un des deux amants de Lola
- Mathieu Kassovitz : Félix, un jeune coursier à vélo juif et pauvre, l'autre amant de Lola
- Vincent Cassel : Max, le frère de Félix
- Tadek Lokcinski : le grand-père de Félix
- Jany Holt : la grand-mère de Félix
- Rywka Wajsbrot : la tante de Félix
- Héloïse Rauth : Sarah, la sœur de Félix
- Marc Berman : Maurice, le patron de Félix
- Andrée Damant : la mère de Maurice
- Berthe Bagoe : la grand-mère de Lola
- Jean-Pierre Cassel : le docteur Pujol - le gynécologue
- Félicité Wouassi : l'infirmière de la maternité
- Brigitte Bémol : la petite amie de Jamal
- Lydia Ewandé : Marilyne, la bonne de Jamal
- Anthony Souter : Policier
- Peter Kassovitz : le professeur à la faculté de droit
- Béatrice Zeitoun : la copine de Lola à la salle de gym
- Camille Japy : la copine de Félix à la boîte de nuit
- Olivier Bouana : un coursier à vélo
- David Sako : un ami de Félix
- Simon Sportich : un ami de Félix

## Production
Métisse est le premier long métrage de Mathieu Kassovitz comme réalisateur.
Le tournage a lieu notamment à l'université Pierre-et-Marie-Curie à Paris ainsi qu'à l'hôpital Corentin-Celton d'Issy-les-Moulineaux.

## Distinctions
Mathieu Kassovitz reçoit deux récompenses au festival du film de Paris 1993 (meilleur acteur et prix spécial du jury). Le film obtient deux nominations aux César 1994 : meilleure première œuvre et meilleur espoir masculin pour Mathieu Kassovitz.